# Álimos (Grèce)
Pour les articles homonymes, voir Alimos.
Álimos (grec moderne : Άλιμος), connu également sous le nom de Kalamáki (Καλαμάκι), est un dème situé au sud d'Athènes dans la périphérie de l'Attique en Grèce. C'est un lieu de villégiature pour la population urbaine d'Athènes, connu pour ses activités nocturnes et ses plages.

## Géographie
Álimos est situé à environ huit kilomètres au sud du centre d'Athènes.
Kalamaki s'étend sur environ 2,5 kilomètres de la rive du golfe Saronique, entre l'embouchure du ruisseau Pikrodafni (el) au nord et le cap rocheux d'Agios Kosmas au sud.
Au nord, Álimos borde Paleo Faliro, et au sud Elliniko-Argyroupoli près du site de l'ancien aéroport international d'Hellinikon et aujourd'hui du complexe olympique d'Helliniko.
Álimos s'étend sur environ trois kilomètres à l'est jusqu'au quartier de Trachones.
La zone voisine au nord du centre d'Athènes est Ágios Dimítrios.
Le territoire d'Álimos est plat et ne s'élève que progressivement vers l'est.
Sa seule éminence est la petite colline de Pani, qui culmine à près de 100 mètres.
À son sommet se trouvait un grand emplacement de canons pour défendre l'ancien aéroport d'Athènes pendant la Seconde Guerre mondiale.
La superficie  d'Álimos est de 5,909 km2.

## Population
| 1981   | 1991   | 2001   | 2011   |
| ------ | ------ | ------ | ------ |
| 27 036 | 32 024 | 38 047 | 41 720 |

| 2021   | - | - | - |
| ------ | - | - | - |
| 43 174 | - | - | - |

## Transports
Álimos dispose de la station Álimos sur la ligne 2 du métro d'Athènes.

## Jumelages
| Ville | Ville     | Pays | Pays   |
| ----- | --------- | ---- | ------ |
|       | Condofuri |      | Italie |
|       | Paralímni |      | Chypre |

## Galerie

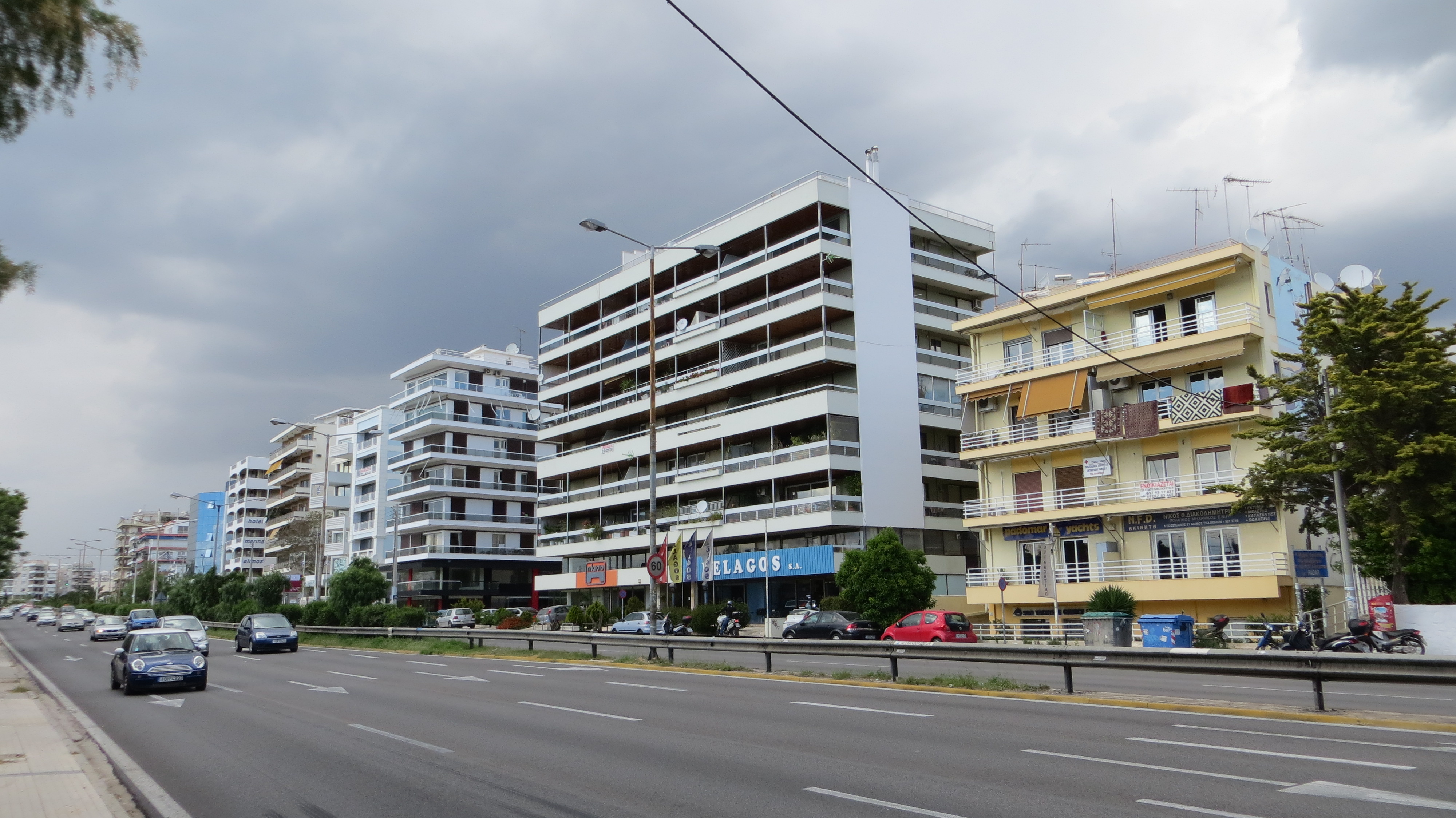
Rue d'Alimos.
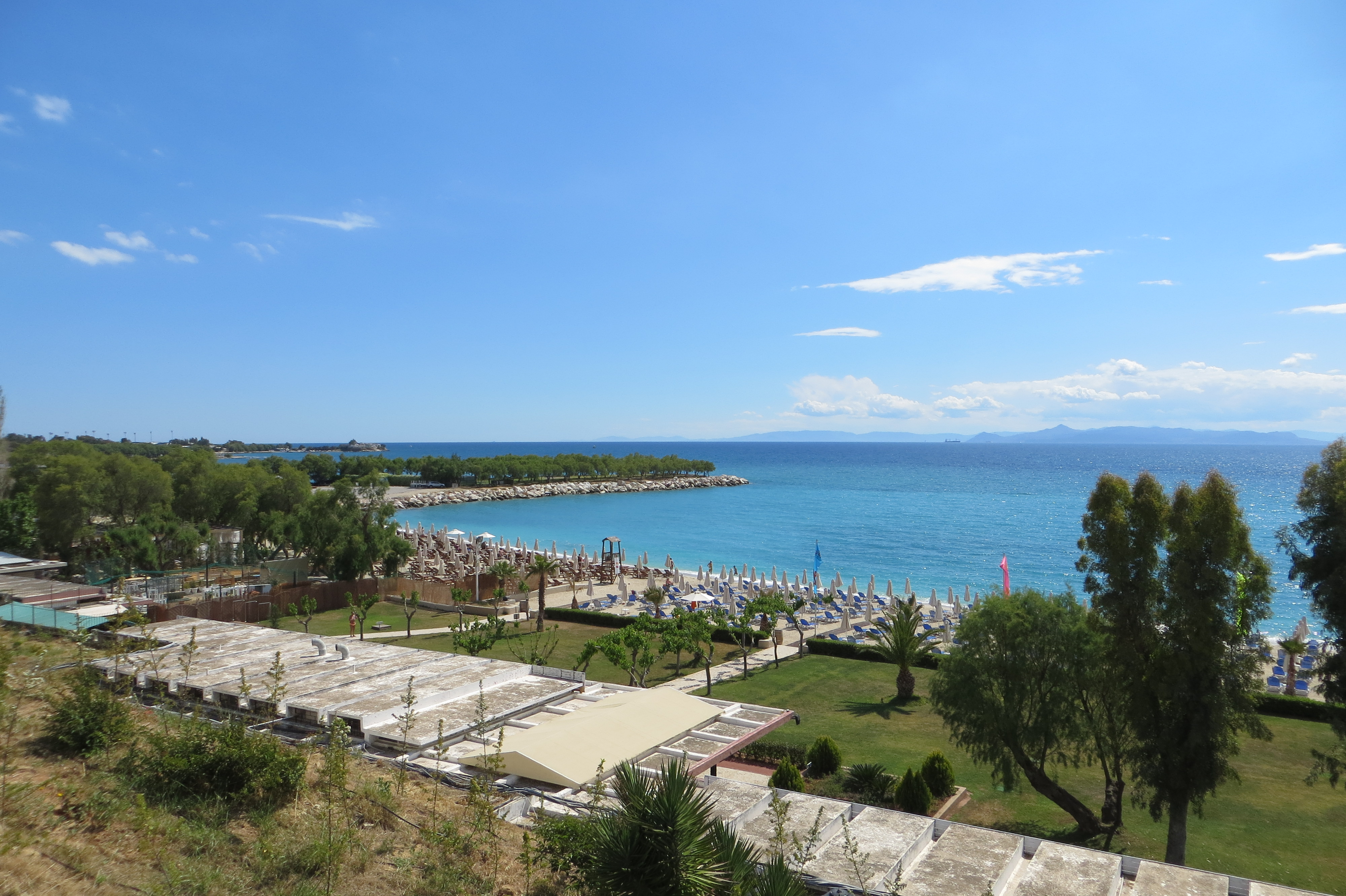
Une des plages d'Alimos.
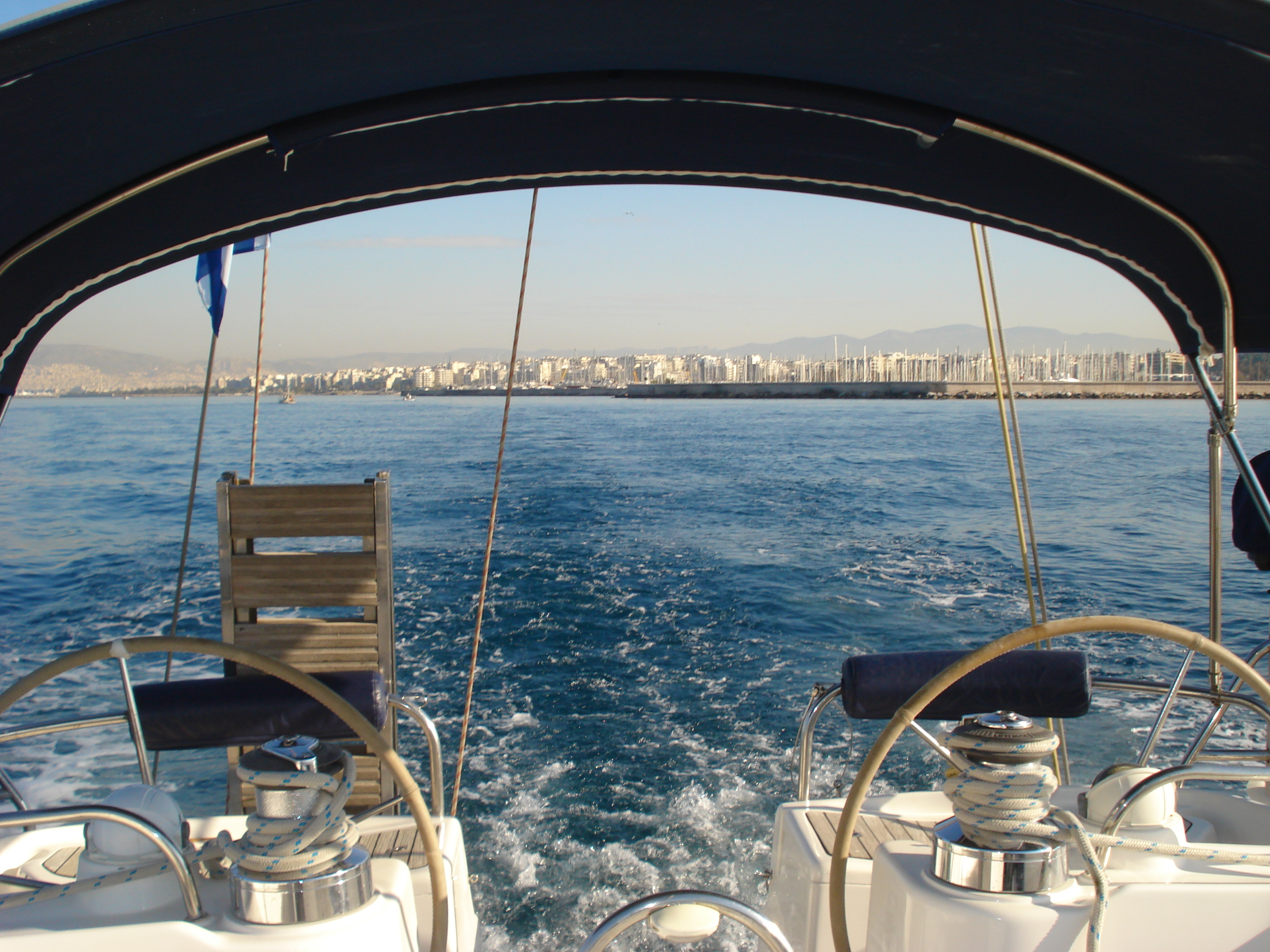
Kalamaki vu de la mer.
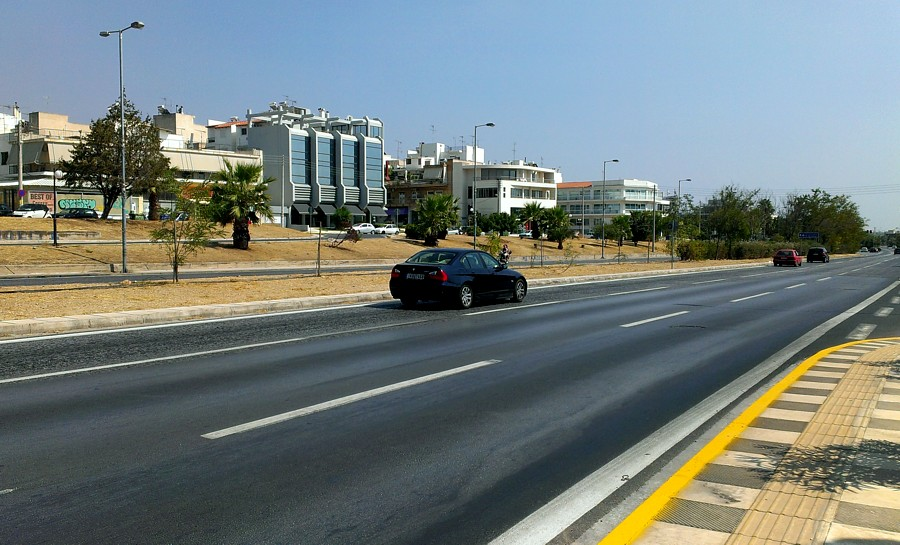
Leoforio Vouliagmenis